# 福島夜曲
『福島夜曲』（ふくしまセレナーデ）は、竹久夢二が作詞、古関裕而が作曲した歌である。

## 概要
1931年 (昭和6年)5月、古関裕而のデビューレコードとしてこの曲が発売される。A面曲『福島行進曲』と同じレコードのB面として収録されていた。
1929年(昭和4年)福島県福島市で開催された竹久夢二の竹久夢二展で発表された「福島夜曲」の詩に影響を受けて、古関裕而が作曲をしたものである。